# 桃林镇 (习水县)
桃林镇，是中华人民共和国贵州省遵义市习水县下辖的一个乡镇级行政单位。
2015年12月28日，贵州省人民政府批复同意习水县部分乡镇行政区划调整，撤销桃林乡，设置桃林镇，撤乡设镇后行政区域和政府驻地不变。

## 行政区划
桃林镇下辖以下地区：
放牛坪村、先锋村、龙凤村、永胜村、天隆村、兴隆村、沙溪村和丰河村。